# Bałtycki Festiwal Piosenki
Bałtycki Festiwal Piosenki, wcześniej Festiwal Piosenki Krajów Nadbałtyckich (ang. Baltic Song Contest) – europejski festiwal muzyczny organizowany w szwedzkim Karlshamn od 1978 roku dla krajów położonych na terenie Morza Bałtyckiego.
| Rok  | Pierwsze miejsce              | Drugie miejsce            | Trzecie miejsce                    | Nagroda publiczności |
| ---- | ----------------------------- | ------------------------- | ---------------------------------- | -------------------- |
| 1978 | Zeid Andersson                | N/A                       | N/A                                | N/A                  |
| 1979 | Majka Jeżowska                | N/A                       | N/A                                | N/A                  |
| 1980 | Magdalena Zawadzka            | N/A                       | N/A                                | N/A                  |
| 1981 | Ewa Morawska                  | N/A                       | N/A                                | N/A                  |
| 1982 | Krystyna Giżowska             | N/A                       | N/A                                | N/A                  |
| 1983 | Irina Otijova                 | N/A                       | N/A                                | N/A                  |
| 1984 | Anne Karin Andersen           | N/A                       | N/A                                | N/A                  |
| 1985 | Hanna Banaszak                | N/A                       | N/A                                | N/A                  |
| 1986 | Beata Kozidrak                | N/A                       | N/A                                | N/A                  |
| 1987 | Małgorzata Ostrowska          | Kirsten & Sören           | Charlotte Ardai                    | N/A                  |
| 1988 | Britt Dahlén                  | Marina Kapuro             | Art Affairs                        | N/A                  |
| 1989 | Sadie Nine                    | Sebastian Schimmelpfennig | Anett Kölpin                       | N/A                  |
| 1990 | Etta Scolo                    | Lonnie Devantier          | Tove Jaarnek                       | N/A                  |
| 1991 | David Hanselman               | Dana Gillespie            | Gary Lux & Shirley Giha            | N/A                  |
| 1992 | Peter Jöback                  | Opus                      | Marjorie                           | N/A                  |
| 1993 | Chris Irvine                  | Lele                      | Edyta Górniak                      | N/A                  |
| 1994 | Madam Medusa                  | Kayah                     | Darren Holden                      | N/A                  |
| 1995 | Justyna Steczkowska           | Joni Madden               | Paris Klingberg                    | N/A                  |
| 1996 | Holli C. Hooks                | Robert Gawliński          | Igor Nadjiev                       | N/A                  |
| 1997 | Rosita Civilyte               | Oksana Galitskaja         | Natalia Kukulska                   | N/A                  |
| 1998 | Brainstorm                    | Marianne Antonsen         | Crosstalk                          | N/A                  |
| 1999 | Anna Stadling                 | Andrzej Piaseczny         | Arnis Mednis                       | N/A                  |
| 2000 | Little Gunnar                 | Soso Pavliachvili         | Brathanki                          | N/A                  |
| 2001 | Ich Troje                     | Danny Litchfield          | Marvin Ruffin                      | N/A                  |
| 2002 | Varius Manx                   | Nanne Grönwall            | Daniele Vit                        | N/A                  |
| 2003 | Aleena                        | F.L.Y.                    | Baghira                            | N/A                  |
| 2004 | Sandra Dahlberg               | Gil Bonden                | Niklas Andersson                   | N/A                  |
| 2005 | Rob Reynolds                  | Putnu Balle               | Jalisse                            | N/A                  |
| 2006 | Kasia Cerekwicka              | Andersson & Gibson        | Falzone                            | N/A                  |
| 2007 | Jurga                         | Patrycja Markowska        | Maarja                             | N/A                  |
| 2008 | LaGaylia Frazier              | Caroline Larsson          | Ewelina Flinta i Łukasz Zagrobelny | N/A                  |
| 2009 | IVO                           | Zivile Ba                 | Jan Johansen                       | N/A                  |
| 2010 | Aisha                         | Birgit Õigemeel           | Andrew Solodkiy                    | Molly Sandén         |
| 2011 | Diskotek                      | Savbrant Ingrid Band      | Py Bäckman                         | N/A                  |
| 2012 | Piotr Kupicha i Marcin Kindla | 77 Bombay Street          | Michael Watter                     | 77 Bombay Street     |
| 2013 | Tove Jaarnek                  | Margaret                  | Miriam Bryant                      | Miriam Bryant        |
| 2014 | Stashka                       | Caroline Wennergren       | Alien                              | Stashka              |
| 2015 | Gerson Galvan                 | Janet Devlin              | Janet                              | Sarsa                |
| 2016 | Adam Douglas                  | Maika Barbero             | Antonela Doko                      | Doinita Gherman      |

## Kraje zwycięskie
| Liczba zwycięstw | Kraj            | Lata                                                                         |
| ---------------- | --------------- | ---------------------------------------------------------------------------- |
| 13               | Polska          | 1979, 1980, 1981, 1982, 1985, 1986, 1987, 1995, 2001, 2002, 2006, 2012, 2014 |
| 8                | Szwecja         | 1978, 1988, 1992, 1999, 2003, 2004, 2008, 2013                               |
| 3                | Wielka Brytania | 1989, 1996, 2005                                                             |
| 3                | Norwegia        | 1994, 2011, 2016                                                             |
| 3                | Łotwa           | 1998, 2000, 2010                                                             |
| 2                | Litwa           | 1997, 2007                                                                   |
| 1                | ZSRR            | 1983                                                                         |
| 1                | Dania           | 1984                                                                         |
| 1                | Austria         | 1990                                                                         |
| 1                | Niemcy          | 1991                                                                         |
| 1                | Holandia        | 1993                                                                         |
| 1                | Szwajcaria      | 2009                                                                         |
| 1                | Hiszpania       | 2015                                                                         |